# Eisenbahnunfall von Aichach
Bei dem Eisenbahnunfall von Aichach fuhr am 7. Mai 2018 im Bahnhof Aichach auf der Bahnstrecke Ingolstadt–Augsburg-Hochzoll (Paartalbahn) ein Regionalzug der Bayerischen Regiobahn (BRB) auf einen stehenden Güterzug der K-Rail GmbH auf. Dabei starben zwei Menschen und 13 wurden verletzt, zwei davon schwer.

## Ausgangslage

### Infrastruktur
Die Paartalbahn ist eine weitestgehend eingleisige, nicht elektrifizierte Bahnstrecke in Bayern. Die Strecke ist mit der punktförmigen Zugbeeinflussung (PZB) ausgerüstet.
Im Bahnhof Aichach steht ein mechanisches Stellwerk der Einheitsbauform (Inbetriebnahme im Jahre 1949) mit Formvor- und Formhauptsignalen. Er verfügt über ein durchgehendes Hauptgleis (Gleis 2), ein von diesem zum Stellwerk hin ausschwenkendes Überholgleis (Gleis 1) und ein aus Richtung Ingolstadt erreichbares Stumpfgleis (Gleis 3), so dass in diesem Bahnhof Zugkreuzungen oder -überholungen möglich sind. Für die Gleise im Bahnhofsbereich existierte zum Unfallzeitpunkt keine technische Überwachung auf Frei- oder Besetztsein, die das Stellen einer Fahrstraße in ein besetztes Gleis verhindert hätte. Der Fahrdienstleiter muss vor jeder Zulassung einer Zugfahrt daher eine Fahrwegprüfung durch Hinsehen durchführen. Alle anderen Bahnhöfe auf der Strecke sind mit Relaisstellwerken und Lichtsignalen ausgestattet.

### Züge
Auf Gleis 2 wartete seit 20:59 Uhr der Güterzug 98907 der K‐Rail GmbH, der aus einer Lokomotive (MaK G 1206) und zwanzig leeren Flachwagen (Rungenwagen für den Baumstammtransport) bestand und in Richtung Augsburg unterwegs war. In Aichach sollte die Kreuzung mit dem entgegenkommenden Personenzug durchgeführt werden. Dabei handelte es sich um einen Dieseltriebwagen vom Typ LINT 41 der Bayerischen Regiobahn mit der Zugnummer BRB 86696. Er hätte in Gleis 1 einfahren sollen. Von 19 Regionalzügen, die montags von Aichach nach Ingolstadt fuhren, wurden 17 planmäßig über Gleis 2 geführt, nur ein Zug um 6:11 Uhr und der Unglückszug um 21:16 Uhr nutzten Gleis 1.

## Unfallhergang
Der Personenzug fuhr bei Fahrt zeigendem Einfahrsignal in den Bahnhof Aichach ein; jedoch hatte der Fahrdienstleiter die Einfahrt des Zuges versehentlich auf Gleis 2 gestellt. Er bemerkte zwar noch seinen Irrtum, aber erst nachdem der Zug das Signal bereits passiert hatte, so dass die von ihm vorgenommene Rücknahme des Hauptsignalfahrtbegriffes und sein Notruf über Zugfunk zu spät erfolgten und der einfahrende Zug bereits einige Sekunden später, laut Unfallbericht um 21:17 Uhr, frontal mit dem wartenden Güterzug kollidierte. Aufgrund eines Rechtsbogens des Gleises im Einfahrbereich konnte der Triebfahrzeugführer des Personenzugs die Fehlleitung in das Gleis des wartenden Güterzugs erst kurz vor der Kollision erkennen. In der verbleibenden Wegstrecke von ca. 130 m schaffte er es noch, die Geschwindigkeit durch die eingeleitete Schnellbremsung von 90 km/h bis zur Kollision auf 57 km/h zu verringern.  Beide Züge blieben beim Aufprall im Gleis, allerdings wurde die Führerstandskabine des Triebwagens durch den Zusammenstoß vollständig zerstört.

## Folgen

### Unmittelbare Folgen
Bei dem Eisenbahnunfall wurden der 37-jährige Triebfahrzeugführer des Personenzuges und eine 73-jährige Reisende so stark verletzt, dass sie noch an der Unfallstelle starben. Die Deutsche Bahn AG leitete noch in der Nacht die Bergung der Züge ein.

### Ermittlungen
Schon am Vormittag des auf den Unfall folgenden Tages hatte das Polizeipräsidium Augsburg mitgeteilt, dass nach ersten Ermittlungen ein technischer Defekt ausgeschlossen werden könne und sich die Ermittlungen folglich auf ein menschliches Versagen konzentrierten. Der 24-jährige Fahrdienstleiter des Stellwerkes Aichach verfügte über ein Jahr Berufserfahrung und hatte ausführlich zum Unfallhergang ausgesagt. Er wurde wegen des Verdachts der fahrlässigen Tötung vorübergehend festgenommen, der Haftbefehl aber ausgesetzt, sodass er noch am selben Tag wieder auf freien Fuß kam. Das Amtsgericht Augsburg verurteilte ihn im Januar 2019 in einem Strafbefehlsverfahren wegen fahrlässiger Tötung in zwei Fällen, fahrlässiger Körperverletzung in 13 Fällen und fahrlässiger Gefährdung des Bahnverkehrs zu einer zehnmonatigen Freiheitsstrafe, die zur Bewährung ausgesetzt wurde. Die Staatsanwaltschaft hatte ihm vorgeworfen, eine Hilfssperre am mechanischen Stellwerk nicht angebracht zu haben, die die Einfahrt eines weiteren Zugs in den Bahnhof und damit den Zusammenstoß der Züge verhindert hätte. Außerdem habe er die vorgeschriebene Fahrwegprüfung durch Hinsehen unterlassen. Die Bundesstelle für Eisenbahnunfalluntersuchung veröffentlichte am 29. April 2020 ihren Untersuchungsbericht.

### Weitere Folgen
Bereits in Folge einer vorangegangenen Zugkollision am 30. Juni 2017 in Leese‐Stolzenau hatte die Bundesstelle für Eisenbahnunfalluntersuchung im Januar 2018 eine Sicherheitsempfehlung zur Nachrüstung von Bahnhöfen ohne selbsttätige Gleisfreimeldeanlage ausgesprochen. Als Konsequenz aus dem Unfall von Aichach kündigte die DB das Projekt Technische Überwachung Fahrweg (TüFa) an, um hunderte von mechanischen und elektromechanischen Stellwerken mit elektronischen Warnanlagen nachzurüsten. Vorgesehen ist ein System mit einer Gleisfreimeldeanlage, das verhindern soll, dass ein Fahrdienstleiter eine Zugfahrt in ein besetztes Gleis zulässt. Für die Technische Überwachung Fahrweg werden die Hauptgleise der Bahnhöfe mit Achszählern ausgestattet. So wird überwacht, ob das Gleis durch einen Zug besetzt ist. Beim Versuch, eine Fahrt in ein besetztes Gleis zuzulassen, wird der Signalhebel blockiert und es ertönt ein akustisches Signal. Die TüFa-Anlage in Aichach wurde im Juni 2020 in Betrieb genommen.